# Coprosma dodonaeifolia
Coprosma dodonaeifolia är en måreväxtart som beskrevs av Walter Reginald Brook Oliver. Coprosma dodonaeifolia ingår i släktet Coprosma och familjen måreväxter. Inga underarter finns listade i Catalogue of Life.